# 天主教蒙特哥貝教區
天主教蒙特哥貝教區（拉丁語：Dioecesis Sinus Sereni）是牙買加一個羅馬天主教教區，屬金斯頓總教區。1967年9月14日升為教區。
教區幅蓋牙買加西北五區。2004年有教友14,926人，佔轄區總人口1.8%。教區下轄十五個堂區，有十一名司鐸。目前教區主教之位懸空。